# Манастир Милентија
Манастир Милентија је средњовековни манастир чије се рушевине налазе код истоименог села у општини Брус, недалеко од тврђаве Козник.
Подигнут је у Моравском стилу, највероватније непосредно након 1430. године и представљао је један од већих манастирских комплекса тог доба, због чега се сматра да је био задужбина неког моћног великаша (можда Радича Поступовића). Међу остацима цркве, нарочито се издвајају пронађени остаци декоративне камене пластике, који су данас део колекција Народних музеја у Београду и Крушевцу.
Археолошка истраживања манастирске цркве и њена конзервација су отпочели 1969. године, док је добар део комплекса остао неистражен. Рушевине манастира Милентије се данас налазе под заштитом републике Србије као споменик културе од великог значаја.

## Историја
Није познато ко је и када подигао манастир, али се сматра да је настао током четврте или пете деценије XV века. Овакво датирање се базира на неколико чињеница:
Основа цркве (триконхос) и камена пластика сведоче о градњи у Моравском стилу (последња трећина XIV и прва половина XV века)
Уметничка вредност и начин израде камене декорације сведоче о градњи у доба развијеног Моравског стила
У повељи Радича Поступовића из 1430. године се помиње село Милентија у његовој области, али не и манастир у њему.
На основу остатака манастирске цркве, сматра се да у питању задужбина моћног обласног господара, због чега се претпоставља да његов ктитор могао да буде велики челник Радич Поступовић, који је спадао у виђеније велможе Србије, у доба деспота Стефана (кнез 1389—1402, деспот 1402—1427) и Ђурђа (1427—1459), а држао је област Расине око Козника, у којој се налази Милентија.

## Манастирски комплекс
Манастирска црква, посвећена светом Стефану, има основу сажетог триконхоса, са полукружним апсидама и куполом над наосом. Дугачка је 17,5 метара, а по својој основи је веома слична оближњем манастиру Лепенцу (у истоименом селу). Њени зидови су данас очувани до висине од око 2 метра, док је њена спољашњост била украшена каменом декоративном пластиком, а сматра се да је делимично била и офарбана.
Сами камени украси сведоче о високом нивоу уметничке и занатске обраде, а сматра се да су били офарбани,што је доприносило живописности. Према мишљењу историчара уметности Сање Кесић-Ристић:„Камена пластика у Мелентији је изведена врло вешто, смело и у дубљем рељефу него што је то случај са другим споменицима моравске школе, што доприноси јаким контрастима светлости и сенке на њој”. Једна од специфичности камене пластике је и велика розета, на којој је представљена стилизована воловска глава, иако се на розетама Моравског стила јављају готово искључиво геометријски и биљни мотиви.
У једном од објеката манастирског комплекса, који се налази двадесетак метара западно од манастирске цркве, археолози су открили малу нишу у којој је пронађен костур детета, постављен као при нормалном сахрањивању (у лежећем положају на леђима). Процењује се да дете у тренутку смрти није могло бити старије од седам година, а сматра се да је ово потврда постојања жртвовања људи ради успешне изградње неког објекта, која је на тим просторима забележена само у народној поезији (нпр. Зидање Скадра) и веровањима у постојање таласона, неке врсте доброг домаћег духа који чува зграду од људи који имају намеру да је поруше или оштете.